# Llista de volcans de Guinea Equatorial
Aquesta és la llista de volcans de Guinea Equatorial, tant actius com extingits.
| Name        | Elevació | Elevació | Localització                       | Última erupció |
| Name        | meters   | feet     | Coordenades                        | Última erupció |
| San Carlos  | 2260     | 7415     | 3° 21′ N, 8° 31′ E / 3.35°N,8.52°E | Holocè         |
| San Joaquín | 2009     | 6590     | 3° 21′ N, 8° 38′ E / 3.35°N,8.63°E | Holocè         |
| Pico Basilé | 3007     | 9865     | 3° 35′ N, 8° 45′ E / 3.58°N,8.75°E | 1923           |